# West Bijou Site
Le West Bijou Site est un site fossilifère américain dans les comtés d'Arapahoe et Elbert, au Colorado. Site témoin de l'extinction Crétacé-Paléogène, il est classé National Natural Landmark depuis 2016. Environ 31 km2 baignés par la West Bijou Creek sont ainsi protégés. 